# Museum Wattens

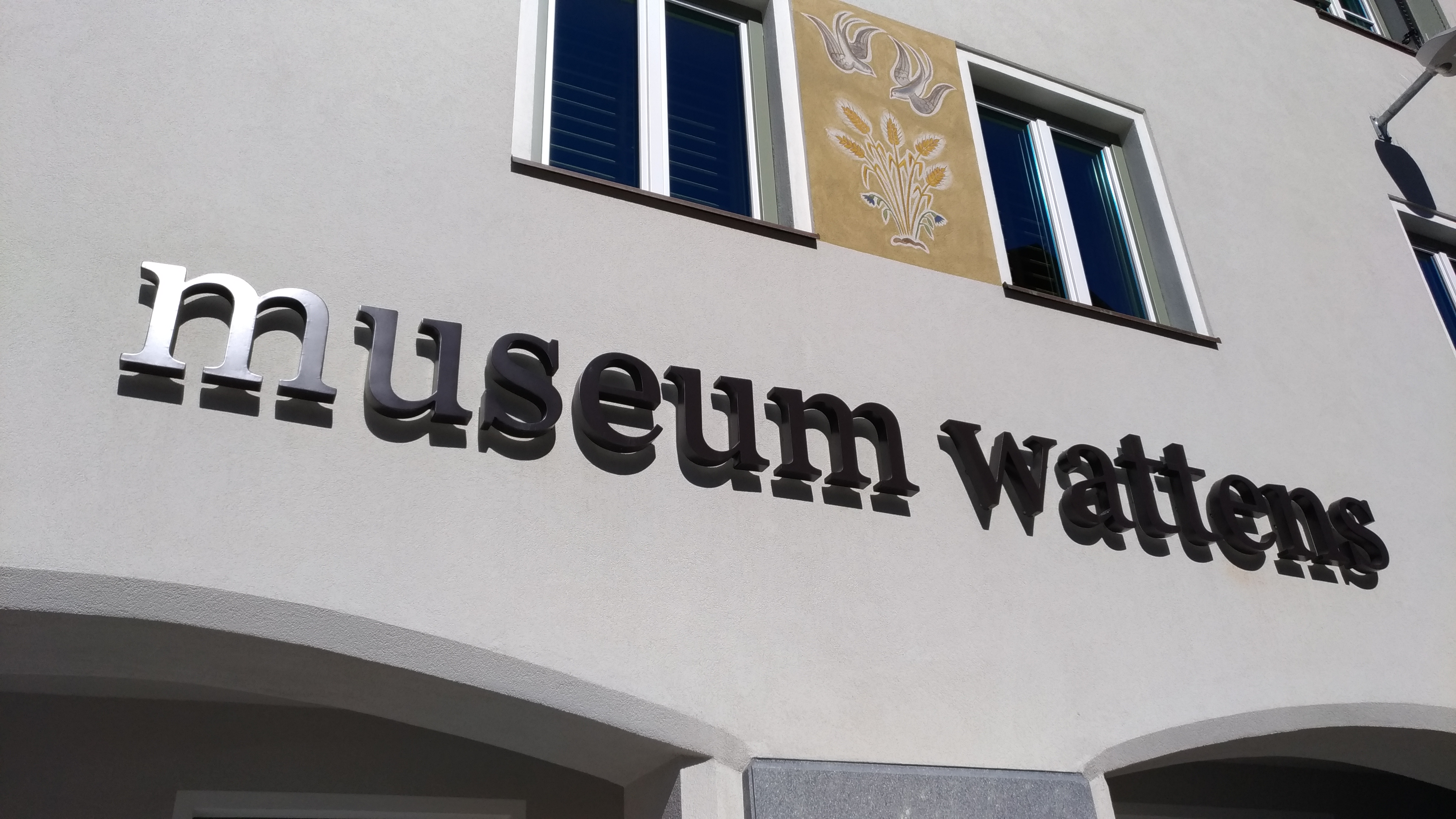
Museum Wattens

Das Museum Wattens steht in der Marktgemeinde Wattens im Bezirk Innsbruck-Land im Bundesland Tirol. Das Heimatmuseum zeigt auf drei Stockwerken den Wandel vom Tiroler Bergdorf zum international vernetzten Industriestandort. Das Museum befindet sich im Neidharthaus gegenüber dem Rathaus und die Projektkosten lagen bei 4,3 Mio. EUR.

## Geschichte
Der Ursprung des Museums liegt im Jahre 1965, als der damalige Hauptschuldirektor Konrad Fichtl den Heimatkunde- und Museumsverein Wattens-Volders gründete. Das Vorgeschichtemuseum wurde im Jahre 1967 eröffnet und 1978 unter Franz Aufschnaiter erweitert. Die industriegeschichtliche Darstellung der Wattenspapier und der Firma D. Swarovski folgten 1985. Am 28. Februar 2015 wurde das Museum geschlossen.
Mit der Neueröffnung am 5. Oktober 2018 wurde ein neues Konzept für das Museum Wattens umgesetzt, wobei der renommierte deutsche Museumsgestalter HG Merz damit beauftragt wurde.

## Dauerausstellungen
- Eine Zentralvitrine, die sich über drei Etagen erstreckt, zeigt eine bunte Mischung aus Archäologie und Industriegeschichte. Zu sehen sind unter anderem archäologische Funde, ein original Swarovski Kronleuchter aus einem James-Bond-Film, ein Tyrolit Schleifstein, Wattener Vereinstrikots, das erste Gipfelkreuz vom Hundskopf, eine SWARCO Ampel sowie der Rucksack und Pickel des Bergsteigers Franz Oppurg, der 1978 als erster Mensch alleine den Mount Everest bestiegen hat[7]. Jede Station verfügt über Sitzgelegenheiten und eine abgestimmte Beschallung[8].
- Das Erdgeschoß widmet sich Wattens als Heimat.
- Im ersten Stock liegt der Schwerpunkt auf den ereignisreichen Jahren von 1880 bis 1980.
- Der zweite Stock dient als lebendiges Archiv und Zukunftslabor.[9]